# リングにかけろ1 (パチスロ)
『リングにかけろ1』は、2007年3月に銀座から発売されたパチスロ機（5号機）。同名の漫画『リングにかけろ』を原作としたアニメ『リングにかけろ1』とのタイアップ機。販売台数は2007年9月末現在で約6万4000台。
全てのボーナス終了後にリプレイタイム (RT) が付属、設定6の機械割は『スパイダーマン2』（サミー）をしのぐほどと言われている。2枚・3枚掛け専用機。2008年3月現在、初回出荷時のファーストパネルに加えて、フィニッシュブローヴァージョン、ビクトリーガールズヴァージョン、マキシマムホワイトヴァージョンの4種類が販売されている。
なお続編として2010年には「日米決戦編」を題材とした『リングにかけろ1 ～黄金の日本Jr.編～』が登場しているが、これはタイヨーエレックが発売元となっている。
また2012年には「ギリシア十二神編」を題材とした『リングにかけろ1 ～ギリシア十二神編～』が登場しているが、これはサミーが発売元となっている。

## 概要

### 小役との重複当選について
- リプレイとベルを除く全ての小役に設定されているが主なものは青チェリー（白ボーナス1または白ボーナス2）、黒チェリー、1枚役及びスイカ。特に2種類の1枚役成立時には最も期待できる。
- 1枚役を取りこぼしたときにはチャンス目が出現する。

### ボーナスチャンス時について
- ボーナスは赤7及び白7揃いのビッグボーナス1と赤赤白または白白赤の組み合わせで7が揃ったビッグボーナス2、そして7と右リール「竜児」の組み合わせのミドルボーナスの3種類のボーナスがある。
- ビッグボーナス時の液晶演出には男子キャラクターを用いた「男ビッグ」1種類と女子キャラクターを用いた「女ビッグ」2種類があり、多くの場合最初は「男ビッグ」だが、ボーナス中のミニゲームをクリアすると「女ビッグ」に変わる。また、その時の高嶺菊が制服のパターン（女ビッグ2）は高設定ほど出現しやすく設定されている。同じように高設定の場合、最初から「女ビッグ」になる確率が高い。
- ビッグボーナスの最初のゲームを左から押した場合は「リングにかけろ」に関連したクイズがミニゲームとなる。5問正解したら画面が「女ビッグ」に変わる。右から押した場合は通常時にもある反射神経を試すミニゲームとなり、30ヒットで「女ビッグ」に変わる。

### RT（ブーメランラッシュ）について
- ビッグボーナス1では200G、ビッグボーナス2及びミドルボーナスでは100Gの「ブーメランRUSH」と呼ばれるリプレイタイム (RT) が付属する。RT中はコインが微増し (約+0.3/G)、終了要件はゲーム数消化、ボーナス成立の他に青チェリー出現があり、その告知（「チャンス」発声とチャンスランプ点灯）時には青チェリーをはずすこと（黒チェリーをねらうことを推奨）によってリプパンはずしができる。
- ボーナスに当選する可能性があるときにゴングが鳴る。つぎのプレイで菊が竜児にアドバイスをし、そのつぎのプレイでフィニッシュブロー演出になる場合がある。アドバイスの種類によってボーナスの期待度が変わる。または、ゴング時に「判定に入ります」とアナウンスされた場合、つぎのプレイで勝者の判定が行われ、竜児が勝った場合はボーナスが確定する。負けても石松とのフィニッシュブロー演出にいくとボーナスが確定する。

### 通常時の演出
- 通常時の液晶は竜児のロードワークの場面で土手の下、土手の上の2つの場面があり、飛んでくるグラブの色やカットイン及び通過するキャラクター、レバーオン時の発声（キャラクターの声）で小役が告知される。
  - 通常演出時のハイチャンス
    - 液晶演出と出現役との矛盾（対決演出などに発展しなければ確定）
    - チャンスランプの高速点滅（青チェリーに対応）
    - 飛んできたグラブが黒
    - 竜児が消える、「おい、竜、いいモン引いたじゃねぇか」の声（スイカに対応）
- また、BONUSと書かれたボクシンググラブが飛んできたり、「当たってるっちゃよ」という声が聞こえてボーナスが告知される場合もある (後者のような演出ではボーナス確定の告知が数ゲーム遅れてされる場合があるので注意が必要)。また、サミー系パチスロ機のキャラクター（エイリやんやライオンなど）の出現もボーナス確定告知となる。また、当選したボーナスの種類によってはリプレイの確率が上がる。
- RT時、通常演出時のレバーオン時に画面が暗転するとキャラクターの回想演出が始まる。竜児が2種類、その他は1種類の演出があり、その後は連続演出に発展する。基本的に1枚役時の演出であるが、その他の役でこの演出が出た場合はボーナス確定（あるいは確定後の演出）。また、竜児の場合は特訓に、その他の場合はフィニッシュブローに発展すればその時点で確定。

### 連続演出
通常画面以外のチャンス演出にはライバルとの対決シーン、または主役を含むライバルの特訓シーンが使われている。

#### フィニッシュブロー演出
- フィニッシュブロー演出では3段階のパンチを互いに繰り出す最高3ターンのファイト（復活の場合は竜児のフィニッシュブロー1ターンが加わる）を行う。演出はターン毎に選択される。ターンの最初にアップになったキャラクターがパンチを放つが、竜児がカウンターを放つこともある。最後に相手キャラクターが倒れればボーナス確定。竜児が倒れても菊がカットインすればボーナス確定（つぎのパンチで相手が倒れる）となる。特に香取石松との対決に期待値が高い。なお、これらの演出は最初にシナリオが決まるのではなく、1ゲーム毎に演出を選択する。そのため、途中でボーナスに当選した場合は前の演出に関係なく次の演出が選択されることになる。
- RT時には菊が竜児にセコンドとしてアドバイスをするが、この時の台詞が強気なものなら期待度が高くなる。また、通常演出からこのシーンを経てフィニッシュブロー演出に発展した場合はより期待度が高くなる。
- その他の確定パターン
  - 3ターン目で竜児が攻撃
  - 竜児の攻撃がウイニング・ザ・レインボー（全てのターンで勝利が確定する）
  - 竜児が負けた後の通常画面の背景が夜

#### 特訓演出
- 「反射神経を試す＝ストップボタンを画面の指示通りに押す」
  - 第一停止の押し順が左リールで小役が揃わなかった場合その時点で確定。
- 「パンチの強度を測る＝ゲージの最高値で第3ストップボタンを放す」
  - 測定器のメーターが世界チャンピオン級まで振り切ると確定。
    - 画面脇のグラブの数で期待度が変化する（4つでハイチャンスとなる）。
    - 特訓演出は次のパターンがある。（ ）内のシーンが出現すればフィニッシュブローが完成＝ボーナス確定。
    - また、この演出後にフィニッシュブロー演出に入るとハイチャンスである。

  - 竜児が菊のミットにブーメランフックを繰り出す（パンチがミットを吹っ飛ばす）
    - ドラゴンリストを竜児がはずせばチャンス
    - ブーメランの色が虹色でハイチャンス

  - 河井がピアノの練習をする（ピアノのメロディとアッパーがシンクロする＝イメージが完成する）
    - ピアノの曲が通常と異なる（エリーゼのために）とチャンス。「ロンドン橋」だと確定

  - 石松が大食いに挑戦する（菊が麦茶を出す＝石松が全てを食べきる）
    - コップに麦茶が注がれてあるとハイチャンス
- 竜児・河井・石松演出については最大3Gまで継続する為、4G目に入った時点で確定
  - 志那虎が扇風機の回転を見切る（水晶の球を手にする）
    - 扇風機の回転が遅いとハイチャンス

  - 剣崎が高圧線へのパンチを繰り出す（剣崎が吹っ飛ばされない）
    - V字スパーク・大当たり注意で確定
- 志那虎・剣崎演出は1G完結型の為、2G目に入った時点で確定。
  - この演出の場合も失敗後に背景が夜になっていれば確定（全共通）

## 関連商品

### 音楽CD
- 「PACHISLOTリングにかけろ1」オリジナル・サウンドトラック（ポニーキャニオン、2007年5月16日、PCCR-90024）

## ゲーム機
- オンラインゲームサイト『777town.net』にてプレイが可能である。